# مجموعة إم تي إن

الشعار السابق للشركة

مجموعة شبكة الهواتف المحمولة (بالإنجليزية: Mobile Telephone Network Group)‏ والتي تعرف اختصاراً باسم إم تي إن (MTN) هي شركة اتصالات متعددة الجنسيات تأسست في جنوب أفريقيا عام 1994 وتقدم الشركة خدمة الاتصالات الهاتفية والمحمولة في العديد من دول أفريقيا والشرق الأوسط.
بعد اندماجها الناجح مع إنفستكوم وسبيستل في مايو 2006 تصف الشركة نفسها بأنها «الشركة الرائدة في مجال الاتصالات السلكية واللاسلكية في أفريقيا والشرق الأوسط» واعتباراً من عام 2007 والشركة تقدم خدماتها في 21 دولة.
بلغ عدد المشتركين في إم تي إن في مارس 2006 أكثر من 24 مليون مشترك. اعتبارًا من ديسمبر 2022، سجلت إم تي إن 289.1 مليون مشترك. تملك الشركة 11 مشغل خدمة اتصالات محلي في ال 21 دولة التي تعمل بهم الشركة. بلغت أرباح الشركة في ديسمبر 2005 حوالي 27.2 مليار.

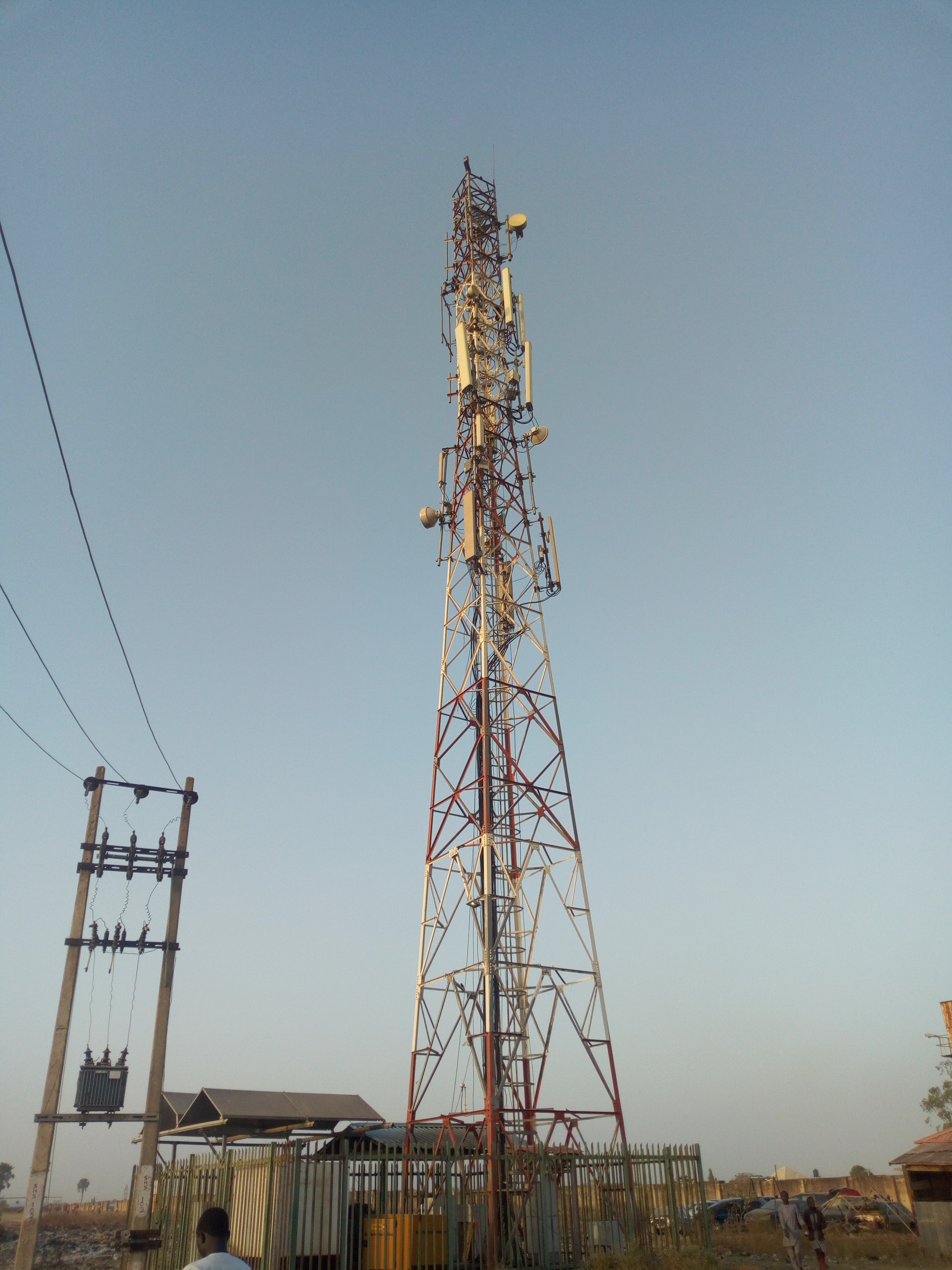
صاري إم تي إن في ولاية كادونا

## تاريخ المجموعة
- 1994 تأسيس الشركة في جنوب أفريقيا.
- 1997 - 1999 إم تي إن تتوسع في أفريقيا وتحصل على تراخيص التشغيل في أوغندا، رواندا، سوازيلاند وتضم إليها حصة من أرباح SBC العالمية.
- 2000 ضمت إم تي إن العالمية المساهمة المتبقية من شركة ترنسنت، حصلت إم تي إن على ترخيص التشغيل في الكاميرون.
- 2001 حصلت إم تي إن العالمية على ترخيص التشغيل الوطني في نيجيريا، إم تي إن مزود رئيسي لخدمات الإنترنت مكونة بذلك شركة إم تي إن لحلول الشبكات.
- 2004 وقعت إم تي إن على عقد رعاية بطولة كأس الأمم الأفريقية في مصر 2006 وغانا 2008، احتفلت إم تي إن بوصول عدد مشتركيها أكثر من 10 ملايين مشترك.
- 2005 إم تي إن تتخطى حاجز 20 مليون مشترك ضمن شركات المجموعة، وفي الربع الأخير من نفس العام تعلن امتلاك التشغيل في خمس دول (زامبيا- ساحل العاج – الكونغو برازفيل – بوتسوانا – إيران).
- منتصف 2006 بلغ عدد موظفي المجموعة أكثر من 12 ألف موظف وبلغ رأس مال المجموعة أكثر من 14 مليار دولار.
- مارس 2007م بلغ عدد مشتركي المجموعة أكثر من 40 مليون مشترك في أفريقيا والشرق الأوسط.
- 2007 تاريخ اندماج شركة انفستكوم سورية مع مجموعة إم تي إن.

### الاكتتاب العام لشركة إم تي إن غانا
في 29 مايو 2018، أطلقت إم تي إن غانا طرحها العام الأولي (IPO). تم إغلاق الاكتتاب العام في 31 يوليو 2019. تم عرض ما يصل إلى 4,637,394,533 سهمًا عاديًا من إم تي إن غانا، والتي تمثل 35٪ من حقوق الملكية لمقدمي الطلبات المؤهلين. كان هذا جزءًا من الاتفاقية المبرمة بين إم تي إن غانا وهيئة الاتصالات الوطنية الغانية (NCA) في نوفمبر 2015 لإم تي إن غانا لنشر خدمات الهاتف المحمول 4G LTE لعملائها في غانا. من بين طرق الدفع الأخرى، تم تضمين أموال إم تي إن عبر الهاتف المحمول كخيار دفع للاشتراك في عرض مشاركة إم تي إن. كانت هذه هي المرة الأولى التي يتم فيها استخدام الأموال عبر الهاتف المحمول كوسيلة للدفع في الاكتتاب العام.

### إم تي إن تغلق المتاجر
في 23 فبراير / شباط 2017، هاجم محتجون نيجيريون مكتب إم تي إن في أبوجا بنيجيريا كهجوم مضاد بسبب العنف الذي استهدف النيجيريين في جنوب إفريقيا.
في سبتمبر 2019، بدأت إم تي إن بإغلاق متاجرها في نيجيريا وبعض متاجرها في جوهانسبرغ بجنوب إفريقيا بسبب أعمال الشغب والنهب والهجمات على بعض منشآتها.
صرح جيفري أونياما، وزير الخارجية النيجيري، في مؤتمر صحفي في 4 سبتمبر 2019، أن مجموعة إم تي إن مع Shoprite ، صرحتا أن المتاجر الجنوب أفريقية المستهدفة في نيجيريا هي «شركات تابعة مملوكة لنيجيريين». وأن «الممتلكات التي يملكها نيجيريون داخل نيجيريا والعاملين فيها هم نيجيريون».
ذكر لاي محمد، وزير الإعلام والثقافة النيجيري، أن بعض الشركات الجنوب أفريقية التي تعرضت للهجوم في نيجيريا لديها مستثمرون نيجيريون يمتلكون كميات كبيرة من الحصص، وموظفون نيجيريون.
صرحت إم تي إن بأنها ستستمر في القيام بأعمال تجارية في نيجيريا.

### خدمات
في مارس 2019، أطلقت إم تي إن قناة وتساب للسماح لعملائها بشراء حزم البث والبيانات من خلال تطبيق المراسلة. يمكن للعملاء أيضًا التحقق من أرصدتهم وتخزين بطاقات الائتمان أو الخصم الخاصة بهم في التطبيق لعمليات الشراء المستقبلية. يتم توفير الخدمة من قبل شركة جنوب أفريقية أخرى لها انتشار عالمي، كليكاتيل، وهي مزود وتساب حل الأعمال.

### إعادة توسيم فرع قبرص
باعت إم تي إن فرعها في قبرص إلى موناكو تليكوم مقابل 260 مليون يورو في يوليو 2018. [41] تمت إعادة تسميتها لاحقًا باسم Epic في يونيو 2019.
في ديسمبر 2019، تم تعيين نائب وزير المالية السابق لحكومة جنوب إفريقيا، Mcebisi Jonas ، رئيسًا لمجلس إدارة الشركة.

### هجرة الشرق الأوسط
في أغسطس 2020، قررت إم تي إن بيع أسهمها في سوريا وأفغانستان واليمن، وتصفية 49٪ من حصتها في إيران سيل بمرور الوقت. استند قرار الشركة إلى حقيقة أن أصولها في الشرق الأوسط ساهمت بأقل من 4٪ في أرباح المجموعة في النصف الأول من العام.

### بيع حصة في جوميا
في 30 أكتوبر 2020، أعلنت إم تي إن عن بيع أسهمها في علامة التجارة الإلكترونية Jumia. بلغت قيمة البيع 142.31 مليون دولار. [46]

## الرعاية
قامت إم تي إن جروب برعاية مسابقة CAF دوري أبطال أوروبا لكرة القدم، وكذلك APOEL FC ، الفائزين في الدرجة الأولى القبرصية في 2009 و 2011 و 2013 و 2014، والمشاركين في دوري أبطال أوروبا 2009-2010 و 2011-12.
في 18 مارس 2010، تم الإعلان عن توقيع إم تي إن على اتفاقية رعاية مع نادي مانشستر يونايتد الإنجليزي لكرة القدم.
منذ عام 2017، تعد إم تي إن جروب الراعي الأساسي لفريق اتحاد الرجبي الوطني في جنوب إفريقيا.

## الدول التي تعمل بها إم.تي.إن
| - إسواتيني - أوغندا - بنين - بوتسوانا - جنوب إفريقيا - جنوب السودان - رواندا - زامبيا - ساحل العاج - السودان - غانا - غينيا - غينيا بيساو - الكاميرون - جمهورية الكونغو - ليبيريا - نيجيريا | - أفغانستان - إيران - اليمن - سوريا - لبنان | - قبرص |

## مجموعة انفستكوم العالمية
مجموعة انفستكوم العالمية تضم 10 شركات رائدة في مجال الهاتف النقال وتتواجد في: اليمن، سوريا، السودان، أفغانستان، قبرص، غانا، ليبيريا، غينيا بيساو، جمهورية غينيا، بينين. بلغ عدد مشتركي مجموعة انفستكوم في مايو 2006م ال5 ملايين مشترك كما بلغ عدد موظفيها أكثر من 4200 موظف.

## سبيستل يمن
تأسست شركة سبيستل يمن في اليمن في فبراير 2001م وبلغ عدد مشتركيها حتى مايو 2006 (تاريخ اندماجها في مجموعة إم تي إن) ما يزيد على 1.250.000 مشترك وعدد محطات التغطية 600 محطة حتى نهاية 2006م.

## الخلافات

### إيران
تعرضت إم تي إن لانتقادات بسبب أنشطتها في قطاع الاتصالات في إيران. تمتلك إم تي إن حصة ٤٩ بالمائة في إم إن إيران سيل التي تسيطر عليها الحكومة، ثاني أكبر مشغل للهاتف المحمول في إيران، و٢١ بالمائة من قاعدة مشتركي إم تي إن من البلاد. في يناير 2012، أطلقت مجموعة المناصرة المتحدة ضد إيران النووية (UANI) التي تتخذ من الولايات المتحدة مقراً لها حملة تدعو علناً إلى إم تي إن لتقليص عملياتها في إيران وإنهاء أعمالها في البلاد. تزعم UANI أن تقنية إم تي إن «تمكن الحكومة الإيرانية من تحديد موقع مستخدمي الهواتف المحمولة الفرديين وتتبعهم، وهو ما تقول إنه انتهاك لحقوق الإنسان الخاصة بالمستخدمين».
في يونيو 2012، أفادت وكالة رويترز وبي بي سي عن ادعاء كريس كيلوان، المدير التنفيذي السابق للشركة في إيران، بأن مجموعة إم تي إن ربما تكون متواطئة في تأمين تكنولوجيا الاتصالات السلكية واللاسلكية الأمريكية من صن مايكروسيستمز وهيوليت باكارد وسيسكو سيستمز نيابة عن إيرانسل. في انتهاك للعقوبات التجارية ضد إيران. وقالت أوراكل، التي تمتلك صن مايكروسيستمز، إنها تحقق ونفت تورطها، قائلة إنها تتوافق مع قوانين التصدير الأمريكية. أصدرت Hewlett-Packard بيانًا مشابهًا. نفت إم تي إن Group المزاعم، قائلة إنها امتثلت للعقوبات الأمريكية ضد إيران.

### قضية محكمة تركسل
رفعت شركة تركسل التركية دعوى قضائية بقيمة 4.2 مليار دولار في واشنطن العاصمة في عام 2012 تزعم فيها أن الشركة استخدمت الرشوة للفوز بترخيص للهاتف المحمول في إيران تم منحه لأول مرة إلى تركسل. أجلت المحكمة القضية في أكتوبر / تشرين الأول 2012 بانتظار قرار من المحكمة العليا الأمريكية بشأن قانون تعويض الأجانب، وهو قانون حقوق الإنسان الأمريكي الذي تستند إليه دعوى تركسل. في مايو 2013، أسقطت تركسل دعواها القضائية الأمريكية بمليارات الدولارات ضد مجموعة إم تي إن، مستشهدة بحكم المحكمة العليا الأمريكية الذي أضر بقضيتها. في 27 نوفمبر 2013، استأنفت تركسل العمل في جوهانسبرج.

### نيجيريا 5.2 مليار دولار غرامة
- المقال الرئيسي: غرامة قدرها 5.2 مليار دولار من MTN

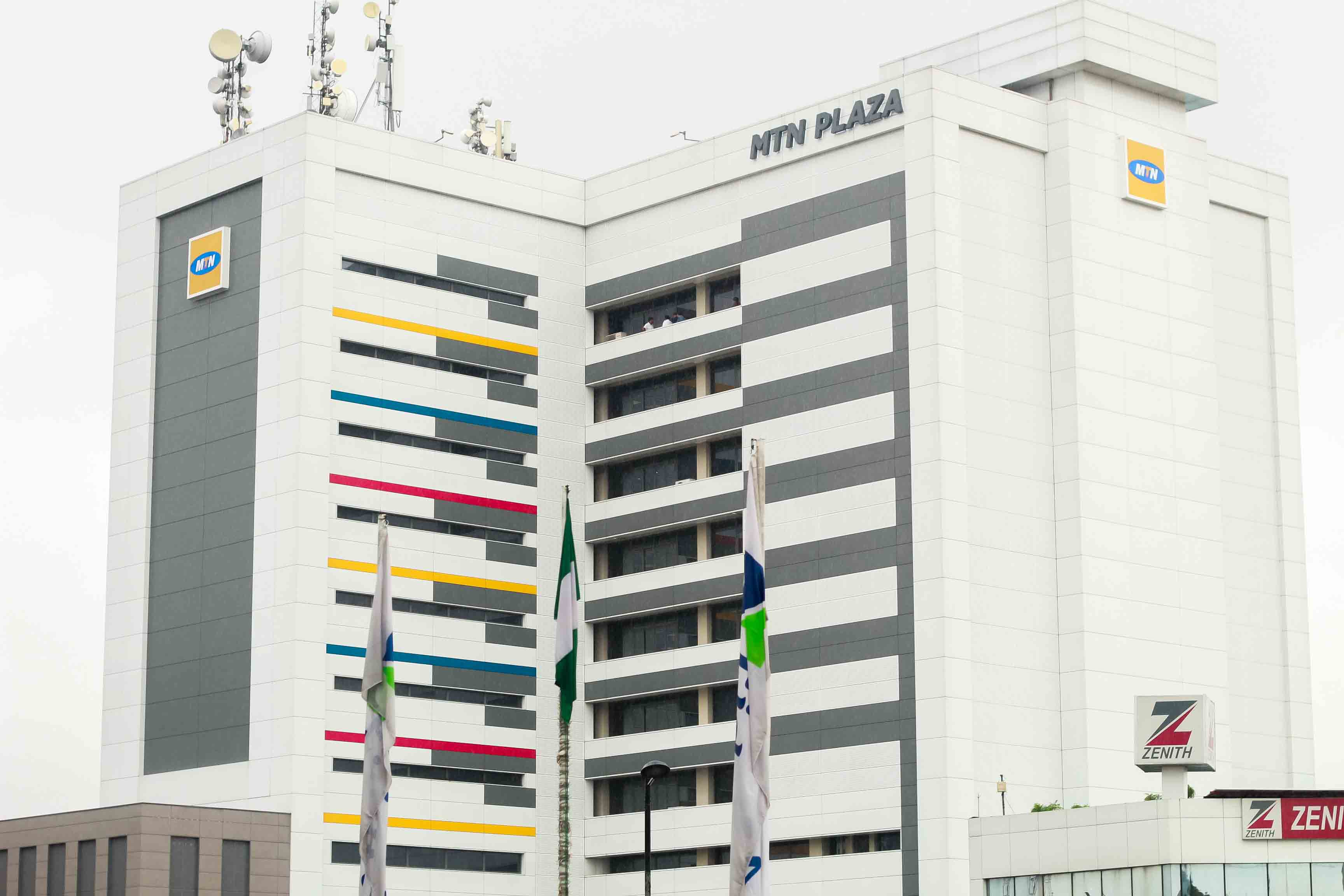
مبنى إم تي إن نيجيريا ، لاغوس ، نيجيريا

- مبنى إم تي إن نيجيريا، لاغوس، نيجيريا

في عام 2015، تم تغريم الشركة النيجيرية التابعة لـ إم تي إن من قبل حكومة جمهورية نيجيريا الفيدرالية من خلال منظم الاتصالات، لجنة الاتصالات النيجيرية (NCC) للامتثال الجزئي للإرشادات التنظيمية لمشغلي شبكات الهاتف المحمول لقطع الاتصال بشبكتهم، وجميع المشتركين المسجلين بشكل غير صحيح وحدات التعريف (SIM). مارست اللجنة المادة 20 (1) من قانون تنظيم مشتركي الهاتف (TSR) على إم تي إن، مما أدى إلى غرامة محسوبة قدرها 5.2 مليار دولار، وفقًا للدستور.
كشفت مراجعة الامتثال التي أجرتها NCC على شبكة إم تي إن أن 5.2 مليون خط عملاء غير مسجلين لم يتم إلغاء تنشيطها وفقًا للتوجيهات. أدى ذلك إلى تغريم NCC مبلغ 1000 دولار لكل شريحة SIM غير مسجلة وفقًا لقانون تنظيم مشتركي الهاتف (TSR)، والتي بلغت 5.2 مليار دولار. [56] 
ما أعقب ذلك كان استقالات كبيرة بين كبار المسؤولين في المنظمة بما في ذلك الرئيس التنفيذي، سيفيسو دابينجوا، رئيس عمليات نيجيريا، ميشيل إيكبوكي ورئيس الشؤون التعاونية، أكينويل جودلاك، حيث تم استبدال فوثوما نيليكو، وفيردي مولمان، وأمينة أويجبولا. رئيس مجلس الإدارة الجديد والعضو المنتدب ورئيس الشركة والتنظيم على التوالي.
استخدمت الإدارة الجديدة إجراءً دبلوماسيًا بين حكومة جمهورية جنوب إفريقيا ونظيرتها النيجيرية لتخفيف عبء الالتزامات من الغرامة. أدى هذا الإجراء إلى خفض الالتزام إلى 3.2 مليار دولار.

### جنوب أفريقيا
في سبتمبر 2018، أعلنت إم تي إن أنها ستغلق وصولها الخاضع لنسبة الصفر إلى شبكة التواصل الاجتماعي الشهيرة Twitter. انظر أيضاً ==
- قائمة مشغلي شبكات الهاتف المحمول

## التغطية
استحوذت إم تي إن على إنفستكوم، وخاصة تحت علامتي أريبا وسباسيتيل.
اعتبارًا من الربع الرابع من عام 2018، [48] إم تي إن نشطة في:
| بلد             | مشتركين (بالملايين) | ملحوظة                                             |
| --------------- | ------------------- | -------------------------------------------------- |
| أفغانستان       | 6.257               | (اريبا سابقا)                                      |
| بنين            | 4.914               | (انفستكوم سابقا)                                   |
| بوتسوانا        | 1.722               | (تعمل تحت العلامة التجارية MASCOM))                |
| الكاميرون       | 7.684               |                                                    |
| جمهورية الكونغو | 2.464               |                                                    |
| إسواتيني        | 0.969               | (operates under the إم تي إن جروب brand)           |
| غانا            | 17.790              | (formerly Areeba)                                  |
| غينيا           | 2.791               | (formerly Investcom)                               |
| Guinea Bissau   | 0.752               | (formerly Investcom)                               |
| إيران           | 44.780              | (operates under the إيرانسل brand)                 |
| ساحل العاج      | 11.050              |                                                    |
| ليبيريا         | 0.983               | (operates under the Lonestar Cell brand)           |
| نيجيريا         | 58.197              | Has the most إم تي إن Subscribers                  |
| رواندا          | 4.465               | 20% owned by Crystal Telecom Rwanda                |
| جنوب إفريقيا    | 31.191              |                                                    |
| السودان         | 7.792               | (أريبا سابقاً)                                      |
| جنوب السودان    | 1.016               | (إنفستكوم سابقاً)                                   |
| سوريا           | 5.605               | (طالع إم تي إن سوريا، أريبا سابقاً)                 |
| أوغندا          | 11.270              |                                                    |
| اليمن           | 4.405               | (إنفستكوم سابقاً، تعمل تحت العلامة التجارية سبيستل) |
| زامبيا          | 6.459               |                                                    |